# Манфред фон Ріхтгофен
Манфред Альбрехт фрайгерр фон Ріхтгофен (нім. Manfred Albrecht Freiherr von Richthofen) (нар. 2 травня 1892, м. Бреслау (тепер Польща) — пом. 21 квітня 1918, с. Во-сюр-Сомм, Французька республіка) — німецький льотчик-винищувач, найкращий ас Першої світової війни, на рахунку якого 80 збитих літаків противника. Широко відомий під прізвиськом «Червоний барон», яке він отримав після того, як йому прийшла думка пофарбувати в яскраво-червоний колір фюзеляж свого літака Albatros DV, потім Fokker Dr.I., і завдяки своїй приналежності до німецького баронського дворянського стану Фрайгерр. Досі багатьма вважається «асом з асів».

## Ранні роки
Манфред фон Ріхтгофен народився 2 травня 1892 року в місті Бреслау (нині Вроцлав, Польща) в сім'ї прусського аристократа, а це означало що кар'єра військового була йому визначена наперед. У 9 років сім'я переїхала у Швайдніц (зараз Свідниця у Польщі). У молодості Манфред захоплювався полюванням і верховою їздою. По закінченню військового училища в Вальдштадті, він вступив до військової академії, де став відмінним стрільцем і вершником. У 1912 році в чині лейтенанта він почав службу в кінному полку. У серпні 1914 року мирний ритм армійської служби був перерваний війною. Манфреда призначили командиром підрозділу, що брав участь у наступі на Російську імперію.Через місяць він був переведений на Західний фронт, де отримав Залізний хрест 2-го класу за проведення ряду вдалих кінних операцій на Верденській частині Західного фронту. Згодом його частина стала піхотною, а лейтенант Ріхтгофен призначений інтендантом в штабі 18-ї піхотної бригади. Стомившись, за його власними словами «діставати яйця й сир», він знову йде добровольцем — цього разу в німецьку авіацію.

## Початок кар'єри пілота

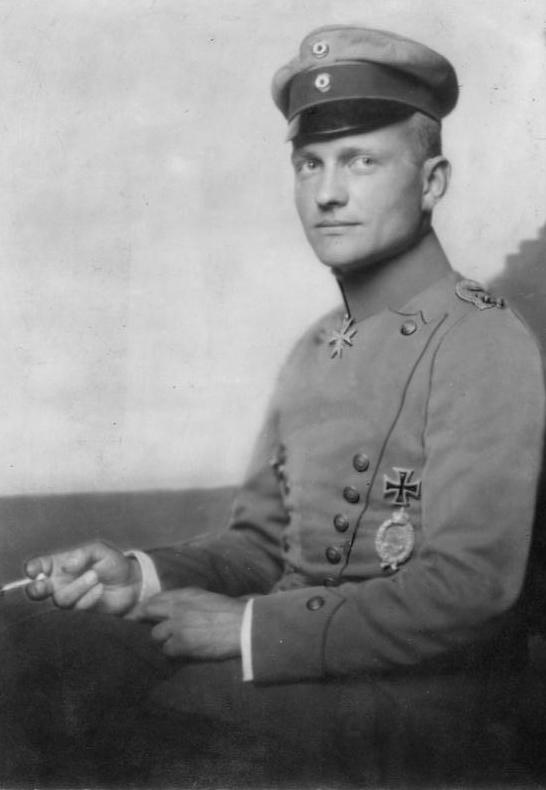
Манфред фон Ріхтгофен, 1917 рік

У травні 1915 року Манфред розпочинає навчальні польоти як пілот-наглядач, а потім отримує направлення в розвідувальне з'єднання на Східному фронті. Наступний перехід в Остенде в з'єднання «Бригада голубів» не віщував просувань по службі. Хоча, за непідтвердженим даними він підбив літак Farman із задньої кабіни двомісного Albatros.
Випадкова зустріч з Освальдом Бельке під час поїздки на залізниці сильно вплинула на кар'єру Манфреда. В той час імена асів-винищувачів, таких як Бельке та Іммельман, були всім широковідомі. Ріхтгофен подає прохання про перехід в льотну школу.
Влітку 1916 року, після отримання необхідної кваліфікації, знаходиться на Східному Фронті, тут він управляє двомісним Albatros. І знову зустріч з Бельке стає для нього доленосною. Льотчик відвідує базу в Ковелі, де служить фон Ріхтгофен і запрошує честолюбивого льотчика-винищувача у свою ескадрилью Jasta 2. Через 72 години фон Ріхтгофен направляється на Західний фронт у 2-гу винищувальну ескадрилью і розпочинає свій шлях в авіації.

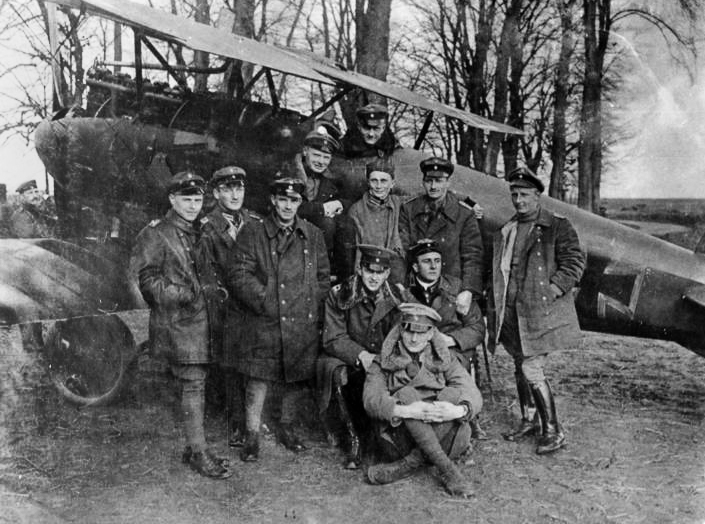
ескадра Ріхтгофена в 1917 році, Манфред фон Ріхтгофен в літаку

Згодом стало зрозуміло, що Манфред талановитий льотчик, володіє не лише гострим зором, але й відчуттям небезпеки. Першою повітряною перемогою льотчика став літак F.E.2b Королівського льотного корпусу, збитий ним біля Камбре 17 вересня 1916 року. Цей літак, як і інші 15, були збиті на Albatros D.I. За 16-й літак Sopwith Pup, збитий над Метцем, він був назначений командиром винищувальної ескадрильї Jasta 11 і нагороджений орденом Червоного Орла.
Ріхтгофен був талановитим керівником. Керуючи Jasta 11, він перетворив до цього невдалу частину в одну із найкращих на Західному фронті. Протягом 6 місяців на його рахунку стало ще 40 збитих літаків, і коли вище командування німецької авіації затвердило створення JG 1, першої винищувальної авіаційної ескадри Jagdgeschwader, барон був назначений її командиром. До кінця війни на рахунку JG 1 було 644 підбитих ворожих літаків, втрати серед особового складу склали 56 пілотів.

## Поранений в бою

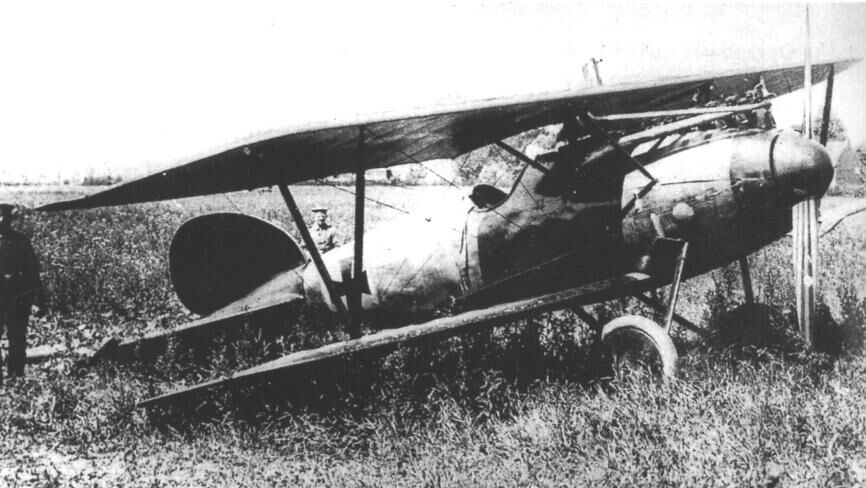
Albatros D.V Ріхтгофена після аварійної посадки

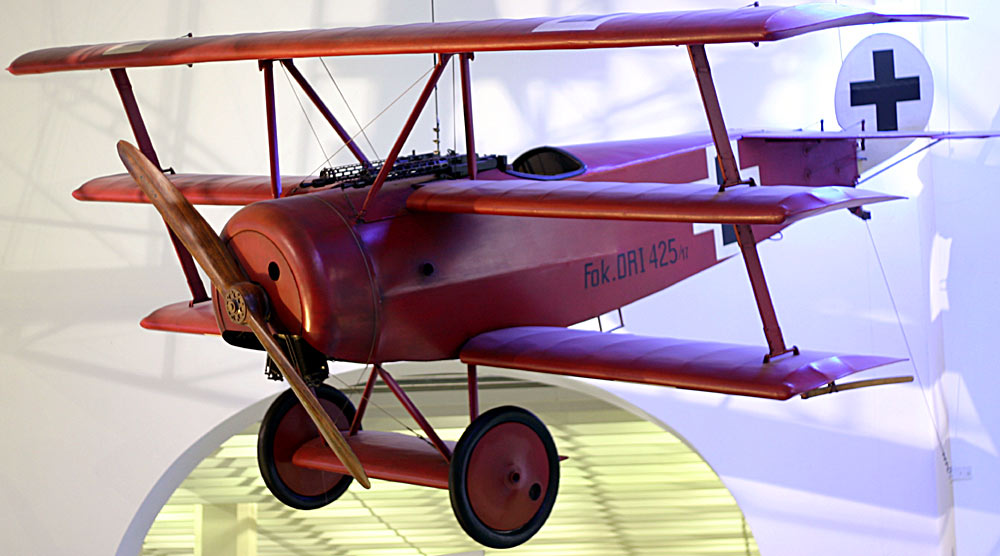
Реконструкція Fokker Dr.I Ріхтгофена в німецькому музеї

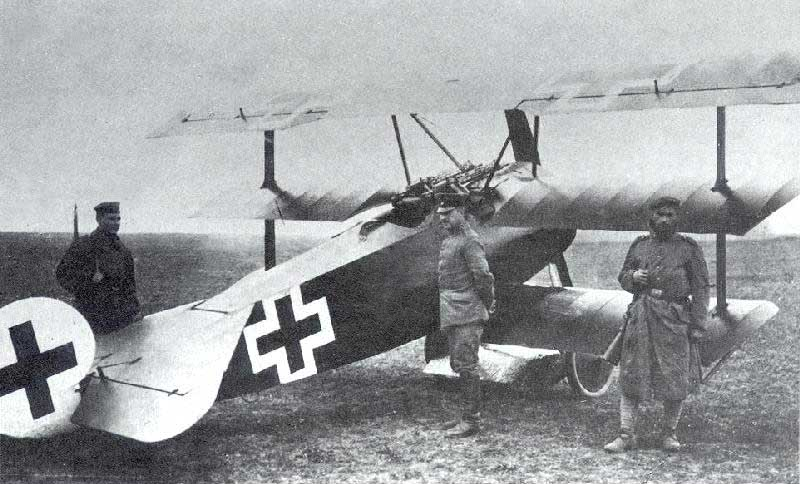
Fokker Dr.I фон Ріхтгофена, 1918 рік

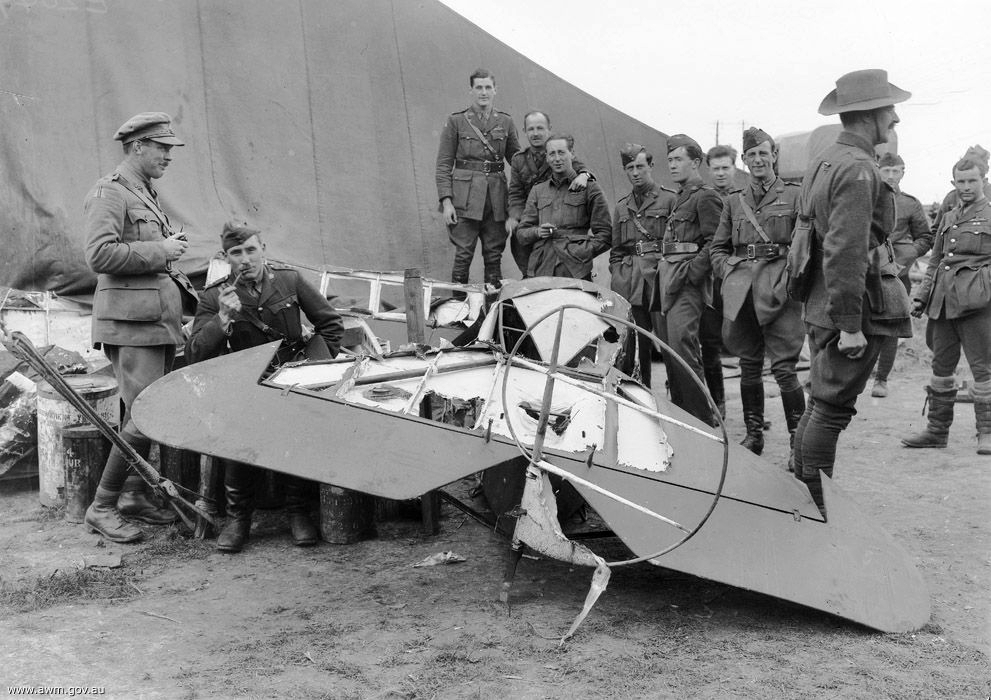
Збитий винищувач фон Ріхтгофена

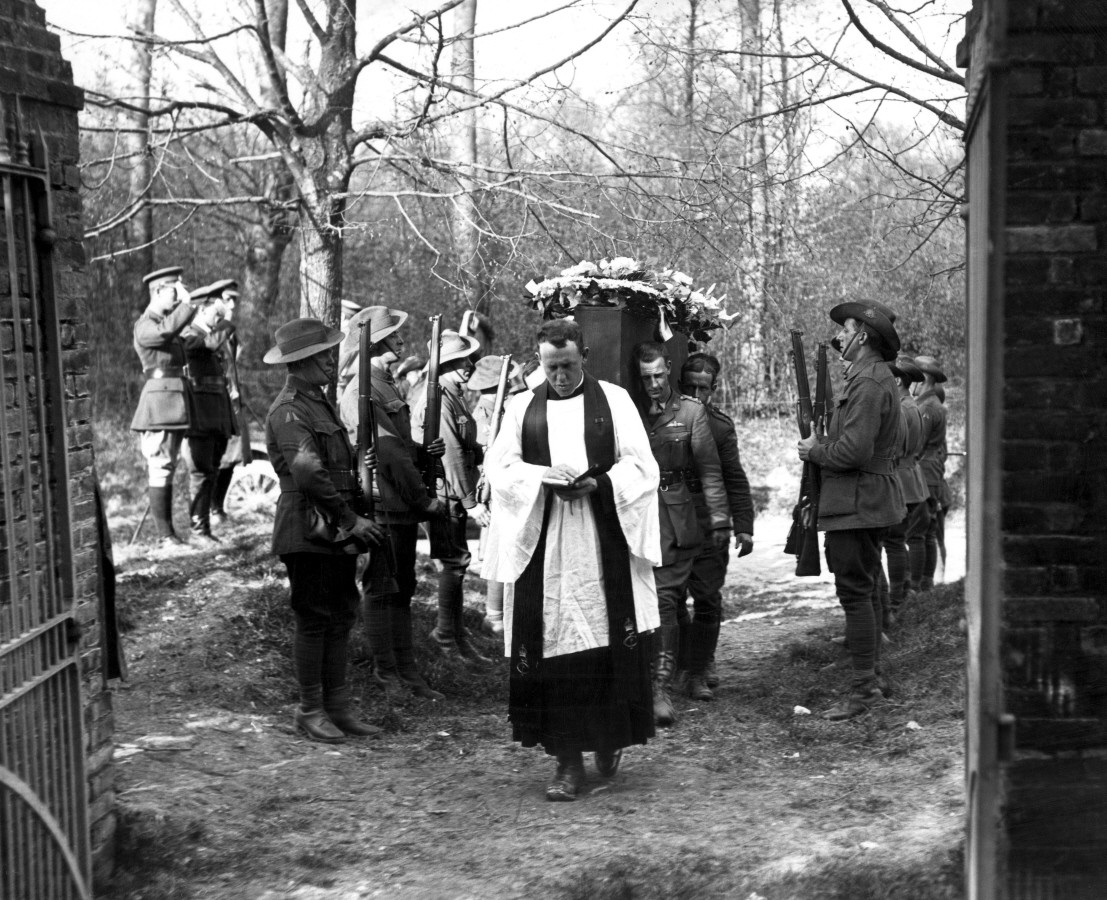
Похорон Манфреда фон Ріхтгофена на кладовищі Бертангль, 22 квітня 1918 року

6 липня 1917 року Манфред був тяжко поранений в голову пострілом із F.E.2b. Льотчик посадив свій літак Albatros D. V і був шпиталізований.
Наступні 9 місяців Ріхтгофен і його «повітряний цирк» з метою кращого розпізнавання один одного розфарбували свої літаки в червоний колір і стали символом страху на Західному фронті. Станом на 20 квітня 1918 року особистий рахунок пілота дійшов до 80 збитих літаків. Але через 24 години відбулась трагедія.
Переслідуючи Sopwith Camel на невеликій висоті, «Червоний барон» був підбитий з землі або з літака Sopwith Camel (точно не встановлено). Манфред фон Ріхтгофен, льотчик-винищувач, німецький ас Першої світової, був знайдений мертвим в кабіні своєї розбитої машини.
3-тя ескадрилья ПС Австралії, найближчий підрозділ сил Антанти, поховала Ріхтгофена з військовими почестями на цвинтарі села Бертангль недалеко від Ам'єна 22 квітня 1918 року.
Три роки по тому, за розпорядженням французької влади, він був перепохований на кладовищі для німецьких солдатів.
20 листопада 1925 року останки Ріхтгофена були перевезені до Берліна, і в присутності тисячі городян, військових чинів, членів уряду і самого Гінденбурга знову перепоховані на одному з берлінських кладовищ.
У 1975 року прах Червоного Барона був знову потривожений і тепер він покоїться на родинному цвинтарі у Вісбадені.

### Заяви та розслідування
Вважається, що Ріхтгофен був убитий з зенітного кулемета, можливо, сержантом Седріком Попкіном з 24-ї кулеметної роти. Попкін був єдиним кулеметником, який стріляв по Червоному Барону перед тим, як той приземлився. Також по Ріхтгофену вели вогонь багато австралійських стрільців-піхотинців, і один з них цілком міг зробити фатальний постріл. Королівські військово-повітряні сили офіційно заявили, що Червоного Барона збив льотчик Браун, однак, з таким пораненням Ріхтгофен не міг прожити понад 20 секунд, а в цей проміжок перед посадкою Браун не вів вогню. Той факт, що куля на виході застрягла в мундирі, також свідчить швидше на користь того, що це була куля з землі на вильоті.
Останні дослідження обставин загибелі барона доводять, що Попкін не міг убити його, оскільки, за його власним зізнанням, він стріляв барону «в лоб», а, як відомо, Ріхтгофен був поранений у правий бік. Тому єдиною людиною, хто міг вбити барона, був піхотинець-доброволець австралійської армії Еванс.
7 грудня 2009 оголошено про знаходження свідоцтва про смерть «Червоного барона». Свідоцтво знайшов польський історик Мацей Ковальчик (Maciej Kowalczyk) в німецькому архіві в місті Острів-Великопольський (Ostrów Wielkopolski), розташованому на заході Польщі. Ця територія свого часу належала Німеччині, і Манфред фон Ріхтгофен якийсь час перебував у цьому районі. У свідоцтві про смерть сказано, що льотчик «помер від отриманого в бою поранення», але при цьому наголошується, що ім'я фон Ріхтгофена написано в документі з орфографічною помилкою. Таким чином, в знайденому істориком свідоцтві про смерть не уточнюється, як саме загинув «Червоний барон».

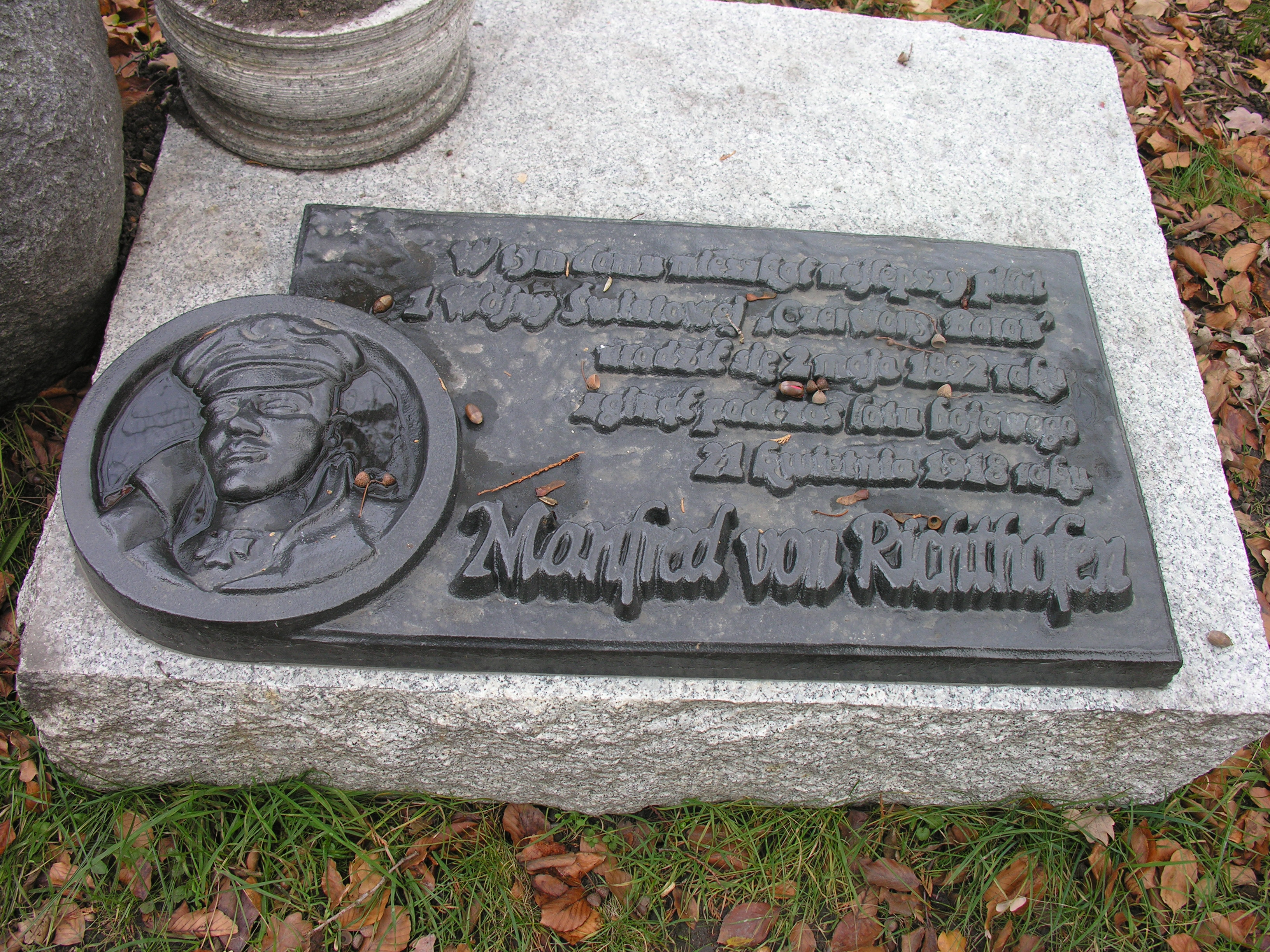
Пам'ятник у Свідніці (Schweidnitz): У цьому будинку жив один із найкращих пілотів Першої світової війни, «Червоний барон»
загинув в бою
21 квітня 1918
Манфред фон Ріхтгофен

## Нагороди
- Військовий орден Святого Генріха
- Залізний хрест (Німеччина) 1-го класу
- Залізний хрест (Німеччина) 2-го класу
- Pour le Mérite
- Орден дому Гогенцоллернів
- Військовий орден «За заслуги» (Баварія)
- Орден Червоного орла
- Галліполійська зірка

## Особисті перемоги
Протягом тривалого часу після закінчення Першої світової війни багато істориків вважали, що 80 збитих Ріхтгофеном літаків супротивника — перебільшення німецької пропаганди. Деякі автори заявляли, що на його рахунок записувалися супротивники, збиті його ескадрильєю або ланкою. Дослідження під керівництвом англійського історика Нормана Френкса, опубліковане в книзі 1998 року Under the Guns of the Red Baron, документально підтвердило принаймні 73 перемоги Ріхтгофена — аж до імен збитих ним льотчиків. Разом з непідтвердженими фактами, його особистий рахунок може досягати 84 перемог.

## Цікаві факти
- Червоним бароном також називають семикратного чемпіона Формули-1 Міхаеля Шумахера. Таке прізвисько автогонщику було дано через віддалену зовнішню схожість з Ріхтгофеном, його неабиякі успіхи в кар'єрі, і через те, що більшу частину кар'єри Шумахер виступав за команду Феррарі, боліди якої пофарбовані в червоний колір.